# NGC 1538
NGC 1538 é uma galáxia espiral (S?) localizada na direcção da constelação de Eridanus. Possui uma declinação de -13° 11' 29" e uma ascensão recta de 4 horas, 14 minutos e 56,0 segundos.
A galáxia NGC 1538 foi descoberta em 1886 por Ormond Stone.